# Nora Martirosyan
Nora Martirosyan   (Yerevan, 1973) és una artista plàstica i directora de cinema armènia que actualment resideix a França.

## Biografia
Va néixer a Armènia durant l'època soviètica en el si d'una família de científics. Concretament, era filla de dos físics i neta d'una enginyera d'Estat. Tanmateix, ella volia dedicar-se a les arts. Malgrat que hauria volgut estudiar cinema a l'Institut de Cinematografia Gerasimov a Moscou, per la Guerra de l'Alt Karabakh es va veure forçada a romandre on vivia, així que es va graduar a l'Acadèmia Estatal de Belles Arts d'Armènia, situada a Erevan, la capital del país. El 1997, a l'edat de 23 anys, va deixar Armènia per a viatjar per Europa. Va continuar els estudis a l'Escola de Belles Arts d'Amsterdam i a la Rijksakademie van beeldende kunsten als Països Baixos i a Le Fresnoy un colp arribada a França.
Dirigeix curtmetratges i migmetratges des del 2003. Molt més endavant, el 2015, va estrenar-se com a professora de cinema i vídeo a l'Escola de Belles Arts de Bordeus. No va ser fins al 2018 que va rodar el primer llargmetratge, titulat Si le vent tombe, que tracta de la situació política de la província armènia de l'Alt Karabakh.

## Filmografia
- Courant d'air (2003)
- Blind Date (2004)
- 1937 (2007)
- Les Complices (2009)
- Paris-Yerevan (2016)
- Si le vent tombe (2020)